# Pavel Janáček
Pavel Janáček (* 16. ledna 1968 Praha) je český literární historik a kritik. Odborně se specializuje na populární literaturu a literární kulturu v 19. a zvláště ve 20. století, v novější době především na dějiny cenzury.

## Život
Vzhledem k tomu, že mu z politických důvodů nebylo umožněno studium na FF UK, vystudoval Vysokou školu ekonomickou. V letech 1990–1995 působil v kulturní rubrice Lidových novin, v letech 1995–1995 jako redaktor časopisu Tvar. Od roku 1995 působí v Ústavu pro českou literaturu AV ČR, nejprve v oddělení současné literatury, poté v oddělení pro výzkum literární kultury. Mezi lety 2010 a 2020 zastával také funkci ředitele ústavu. V letech 2003–2010 vyučoval na Ústavu české literatury a komparatistiky FF UK. Na stanici Vltava Českého rozhlasu má pravidelný pořad Slovo o literatuře, kde diskutuje se zvanými hosty o aktuální české beletrii.
Od dubna 2021 je členem Akademické rady, kde má na starost mj. správu majetku AV ČR. Dne 18. března 2025 byl znovu zvolen členem Akademické rady na funkční období 2025–2029.
Vedle literární vědy a literární kritiky se dlouhodobě věnuje i popularizaci dějin obce Slavětín na Vysočině, odkud pochází jeho předkové, a osobností spojených s touto obcí.